# Большой Гок
Большой Гок (Большой Го) (от калм. Ик Һо — большая прямая (река)) — река в России, протекает в Ставропольском крае, Ростовской области, Республике Калмыкия. Устье реки находится в 140 км от устья Егорлыка по правому берегу. Длина реки составляет 62 км, площадь водосборного бассейна — 491 км². Протекает возле населённых пунктов Раздельный, з/с Гоковский (3-е отделение)(Ростовская область), Бага-Бурул и Большой Гок Городовиковского района Калмыкии, Добровольный, Пролетарский и Родыки, Покровское Красногвардейского района Ставропольского края.

## Данные водного реестра
По данным государственного водного реестра России относится к Донскому бассейновому округу, водохозяйственный участок реки — Егорлык от Новотроицкого гидроузла и до устья, речной подбассейн реки — бассейн притоков Дона ниже впадения Северского Донца. Речной бассейн реки — Дон (российская часть бассейна).
Код объекта в государственном водном реестре — 05010500612107000017123.

## Источник
- Атлас Республики Калмыкия, ФГУП «Северо-Кавказское аэрогеодезическое предприятие», Пятигорск, 2010 г., стр. 128—129